# Chicago 1930
Chicago 1930 – strategiczna gra komputerowa wyprodukowana przez firmę Spellbound.

## Opis gry
Gra opowiada o rozwoju mafii w czasach prohibicji. Możemy opowiedzieć się zarówno po stronie agentów FBI jak i mafii Falcone. Grając w trybie gangsterskim naszym zadaniem jest z początku walka z rywalizującą rodziną O'Neill, a w późniejszym okresie z agentami FBI. Oba etapy się dopełniają, a pełna fabuła gry wymaga wykonania najpierw trybu gangsterskiego, a następnie trybu FBI.
Fabuła gry toczy się wokół mafii rodziny Falcone z rodziną O'Neill, walką policji z mafią oraz okradaniem Dona Falcone przez tajemniczego 'Barona'.
W grze możemy korzystać z trybu spowolnienia czasu, ale tylko chwilowo.

## Czas i miejsce akcji
Czas gry to lata 1928–1930 (tryb gangsterski) i od 1930 do około 1932 roku (tryb FBI). Miejscem akcji jest 8 lokacji w Chicago, czyli: Hotel Palace (siedziba mafii Falcone), siedziba FBI, port, motel, burdel, dworzec kolejowy, nielegalna destylarnia i restauracja. 

## Bohaterowie
W grze sterujemy najwyżej pięcioma postaciami, z czego jedna jest stała. W trybie gangsterskim postacią stałą jest Jack Beretto, prawa ręka Dona Falcone. Do dyspozycji mamy 17 postaci. Warto zaznaczyć, że o ile postacie kluczowe dla misji oraz główni bohaterzy nie mogą zginąć, to pozostałe postacie mogą zostać zabite lub pójść do więzienia. W trybie FBI głównym bohaterem jest agent Edward Nash. Szefem wrogiej dla rodziny Falcone mafii jest Hank O'Neill. Gangsterzy Dona Falcone noszą czerwone, a Dona O'Neill brązowe garnitury. Inną ważną postacią dla fabuły jest prokurator Dan D. Dougherty.
Postacie można ulepszać dodając im umiejętności celowania, charyzmy, walki wręcz, rzucania i leczenia.